# Lešane, Apače
Lešane (pronunțânduse [ˈleːʃanɛ]) este o localitate din comuna Apače, Slovenia, cu o populație de 182 de locuitori.